# Ryō Ichiriki
Ryō Ichiriki Kisei, Meijin, Tengen, Hon'inbō (一力 遼?, Ichiriki Ryō; 10 giugno 1997) è un goista giapponese, 9-dan professionista, affiliato alla Nihon Ki-in. È il detentore della prestigiosa Coppa Ing, che ha conquistato nel 2024, primo giapponese a vincere una competizione internazionale maggiore in 27 anni.

## Carriera

### 2010–2019
Nel 2010, quando era ancora un insei, partecipò alla quarta edizione della Yugen Cup; nel corso della competizione riuscì a sconfiggere due professionisti, Atsushi Ishida e Rin Kono, entrambi al IX dan. Quello stesso anno si qualificò come professionista, giungendo primo tra tutti gli insei.
Fu promosso 2-dan il 1 febbraio 2012 e 3-dan nel 2013; nello stesso anno ha vinto l'ottava edizione della Wakagoi Cup contro Akihiko Fujita e la quarta edizione della Okage Cup contro Anzai Nobuaki.

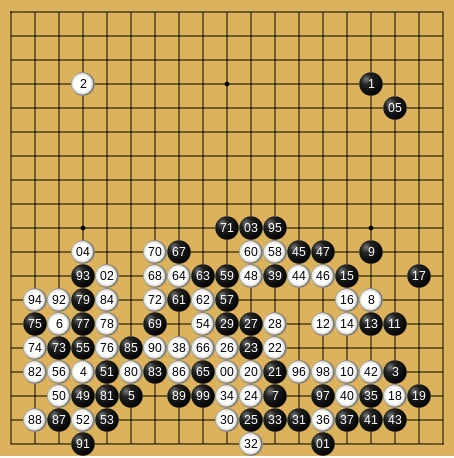
Kyo Kagen (bianco) contro Ryō Ichiriki, finale della prima edizione della Globis Cup

Nel 2014, dopo la promozione a 4-dan, partecipò al torneo preliminare per la 39ª edizione del Kisei: sconfiggendo Cho U fu qualificato per la lega A, stabilendo il primato per il più giovane professionista a raggiungere questo traguardo all'età di 16 anni e 9 mesi e ricevendo la promozione a 7-dan. Nello stesso anno vinse la prima edizione della Globis Cup (un torneo internazionale per giocatori con meno di 20 anni) contro Kagen Kyo, la quinta edizione della Okage Cup contro Taiki Seto e la 39ª edizione dello Shinjin-O contro Tatsuya Shida.
Nel 2016 sconfisse Keigo Yamashita per il diritto di sfidare Yūta Iyama per il titolo di Tengen; malgrado la sconfitta nella finale, ha avuto la distinzione di essere il secondo adolescente in una finale per uno dei sette titoli principali. Si però è rifatto contro Iyama, sconfiggendolo nella finale per il titolo di Ryusei. Nello stesso anno ha vinto la Wakagoi Cup per la seconda volta e la Okage Cup per la terza volta.
Nel 2017 ha affrontato due volte Iyama per un titolo, perdendo sia la finale dell'Ōza sia quella del Tengen. Ha anche partecipato alla Lega A cinese, come ospite della squadra Chongqing, ma ha perso tutti e tre gli incontri disputati. A novembre 2017 è stato promosso 8-dan per aver ottenuto 150 vittorie come 7-dan.
Nel 2018 ha sfidato nuovamente Iyama per la 42ª edizione del Kisei, perdendo anche in questa occasione. Ha vinto la venticinquesima edizione della Agon Cup contro Toramaru Shibano e il Ryusei contro Katsuya Motoki. Nel 2019 ha conquistato nuovamente il Ryusei, sconfiggendo in finale Asami Ueno.
Nel 2019 ha perso la finale della ventiseiesima edizione della Agon Cup contro Cho U.

### 2020-2023: vittoria di Gosei, Tengen, Kisei e Hon'inbō
Il 2020 ha segnato la sua prima vittoria in uno dei sette titoli principali giapponesi: col risultato di 3-0 ha sconfitto Naoki Hane e si è aggiudicato il Gosei. Nello stesso anno ha riconfermato per la terza volta consecutiva il Ryusei (contro Iyama) e si è contraddistinto a livello internazionale, raggiungendo il terzo turno della MLily Cup, i quarti di finale della Samsung Fire Cup e le semifinali della Ing Cup. Il 16 dicembre ha conquistato il titolo di Tengen, strappandolo a Iyama con una vittoria per 3-2; il 17 è stato di conseguenza promosso 9-dan. Il 22 dicembre ha vinto per la quarta volta la Okage Cup.
A marzo 2021 si è qualificato per la finale della 68ª edizione della NHK Cup, che ha vinto sconfiggendo Yu Zhengqi. Ad agosto è stato sfidato dal Iyama Yuta nella finale della quarantaseiesima edizione del Gosei: dopo una prima sconfitta, ha vinto due incontri consecutivi, ma ha poi perso le ultime due partite, perdendo il titolo. A novembre ha sfidato Iyama per il titolo di Meijin: dopo essere andato in vantaggio per 2–1 e poi di nuovo per 3–2, ha perso la finale della 46ª edizione del Meijin per 3–4. A dicembre è stato sconfitto da Seki Kotaro per 1-3 nella finale per la quarantasettesima edizione del Tengen.
Nel corso dell'edizione del 2022 ha strappato il titolo di Kisei (il maggior titolo giapponese) a Iyama, difendendolo poi nell'edizione successiva contro Shibano Toramaru. Iyama ha invece avuto la meglio su Ryō nella finale della quarantasettesima edizione del Gosei, vinta per 3–0. A marzo è stato sconfitto da Seki Kotaro nella finale per la NHK Cup.
La sua partecipazione all'edizione 2022 dell'Hon'inbō è terminata con una sconfitta per 4–0 nella finale contro Iyama; l'anno successivo, invece, Ryō è riuscito a vincere la finale contro Iyama per 4–3, strappandogli la corona dopo 11 vittorie consecutive. Iyama ha invece avuto la meglio su Ryō nella finale della quarantasettesima edizione del Gosei, vinta, nuovamente, per 3–0. Ha invece sconfitto per 2-0 Toramaru Shibano per conquistare la seconda edizione della Coppa Teikei Shunei.
Ad agosto 2023, Ryō ha sconfitto Akihiko Fujita nella finale per la determinazione dello sfidante per la 49ª edizione del Tengen; nella finale al meglio delle cinque partite ha strappato il titolo al detentore Seki Kotaro. A dicembre ha vinto la 30ª edizione dell'Agon Cup contro Iyama.
Tra gennaio e marzo 2024 ha sconfitto 4-3 Iyama Yuta nella finale della quarantottesima edizione del Kisei, ottenendo la sua terza vittoria consecutiva del maggiore titolo nazionale giapponese. A marzo ha anche sconfitto Shibano Toramaru nella finale della settantunesima edizione della Coppa NHK. A fine marzo ha perso la Agon Cup Cina-Giappone, sconfitto dal cinese Yang Dingxin.

### Giochi asiatici di Hangzhou
Ichiriki è stato selezionato come capitano della delegazione giapponese ai XIX Giochi asiatici, dove ha partecipato alla competizione individuale maschile (24–28 settembre) e a quella a squadre maschile (29 settembre–3 ottobre). Durante la cerimonia di presentazione della delegazione ha dichiarato che l'obiettivo è quello di conquistare una medaglia in tutte e tre le competizioni previste ai Giochi (oltre alle competizioni maschili è prevista la competizione a squadre femminile).
Nella competizione individuale, è arrivato terzo nel girone di qualificazione, dietro il cinese Ke Jie e il sudcoreano Park Jung-hwan, avendo perso contro entrambi e avendo ottenuto quattro vittorie. Ai quarti ha sconfitto il cinese Yang Dingxin, mentre in semifinale ha perso nuovamente contro il cinese Ke Jie; nella finale per la medaglia di bronzo, ha perso col sudcoreano Shin Jin-seo.
Nella competizione a squadre, ha formato la compagine giapponese insieme a Seki Kotaro, Shibano Toramaru, Sada Atsushi, e Iyama Yūta. Nel torneo preliminare ha ottenuto tre vittorie (inclusa quella contro il singaporiano Kang Zhanbin) e due sconfitte, quella contro il sudcoreano Park Jung-hwan e quella contro il taiwanese Wang Yuanjun: in questo modo ha contribuito al passaggio del turno del Giappone. In semifinale la squadra giapponese ha incontrato nuovamente quella sudcoreana, venendo sconfitta per 0-5: Ichiriki ha perso per la seconda volta contro Park Jung-hwan. Nella finale per il bronzo, ha invece ottenuto la rivincita contro il taiwanese Wang Yuanjun nel 4-1 con cui il Giappone ha sconfitto Taiwan, ribaltando il risultato dei gironi, e ha conquistato la medaglia di bronzo.
Il bilancio totale è stato di 9 vittorie e 7 sconfitte, mentre contro i professionisti di alto livello ha avuto un bilancio di 2 vittorie e 7 sconfitte.

### All'apice della classifica giapponese e vittoria della Coppa Ing
Tra gennaio e marzo 2024 ha sconfitto 4-3 Iyama Yuta nella finale della quarantottesima edizione del Kisei, ottenendo la sua terza vittoria consecutiva del maggiore titolo nazionale giapponese. A marzo ha anche sconfitto Shibano Toramaru nella finale della settantunesima edizione della Coppa NHK. A fine marzo ha perso la Agon Cup Cina-Giappone, sconfitto dal cinese Yang Dingxin. A fine maggio ha sconfitto per 3-0 Yu Zhengqi difendendo il titolo di Honinbo.
Tra aprile e agosto ha conquistato l'accesso alla finale della 10ª edizione della Ing Cup, che si disputa al meglio dei cinque incontri. Tra agosto e settembre ha sconfitto per 3-0 il cinese Xie Ke, conquistando il primo titolo internazionale maggiore, 27 anni dopo l'ultima vittoria di un giapponese in un trofeo maggiore (Koichi Kobayashi, Fujitsu Cup 1997). A settembre 2024 ha sconfitto Shibano Toramaru nella finale della Agon Cup. A ottobre ha vinto il prestigioso titolo di Meijin, la seconda delle Sette Corone, sconfiggendo per 4-2 il detentore Shibano Toramaru. A novembre 2024 ha vinto per 3-1 la finale della cinquantesima edizione del Tengen contro Toramaru Shibano.
A gennaio 2025 ha sconfitto per 4-3 Iyama, dopo essere andato in svantaggio per 1-3, per vincere la quarantanovesima edizione del Kisei. A luglio ha vinto per 3-2 la finale dell'ottantesima edizione dell'Honinbo, contro Shibano Toramaru.

## Vita personale
Ichiriki si è laureato all'Università di Waseda nella primavera 2020 ed è stato un giornalista per il Kawakita Shimpo, un giornale di Sendai. Successivamente è passato al Kahoku, giornale di cui è presidente il padre di Ryō.

## Palmarès
| Torneo                 | Vittorie                   | Finalista                  |
| Nazionali              | Nazionali                  | Nazionali                  |
| ---------------------- | -------------------------- | -------------------------- |
| Kisei                  | 4 (2022, 2023, 2024, 2025) | 1 (2018)                   |
| Meijin                 | 1 (2024)                   | 1 (2021)                   |
| Hon'inbō               | 3 (2023, 2024, 2025)       | 1 (2022)                   |
| Tengen                 | 3 (2020, 2023, 2024)       | 3 (2016, 2017, 2021)       |
| Ōza                    |                            | 2 (2017, 2018)             |
| Gosei                  | 1 (2020)                   | 3 (2021, 2022, 2023)       |
| Ryusei                 | 4 (2016, 2018–2020)        |                            |
| Agon Cup               | 3 (2018, 2023, 2024)       | 1 (2019)                   |
| NHK Cup                | 2 (2018, 2021, 2024)       | 4 (2014, 2016, 2019, 2022) |
| Shinjin-O              | 1 (2014)                   |                            |
| Okage Cup              | 4 (2013, 2014, 2016, 2020) | 1 (2015)                   |
| Wakagoi Cup            | 2 (2013, 2017)             | 1 (2012)                   |
| Coppa Teikei Shunhei   | 1 (2023)                   |                            |
| Coppa Ibero Japan      | 1 (2014)                   |                            |
| Internazionali         |                            |                            |
| Coppa Ing              | 1 (2024)                   |                            |
| Globis Cup             | 1 (2014)                   |                            |
| Agon Cup Cina-Giappone |                            | 1 (2024)                   |
| Totale                 | 33                         | 19                         |